# Minsk Cycling Club
Minsk Cycling Club ist ein belarussisches Radsportteam mit Sitz in Minsk.
Die Mannschaft wurde 2015 gegründet und nimmt als Continental Team an den UCI Continental Circuits teil. Manager ist Aljaksej Iwanou, der von den Sportlichen Leitern Natalja Zilinskaja, Ljubou Njamkowa und Ruslan Pidhornyj unterstützt wird. Seit der Saison 2017 ist auch ein Frauenteam als UCI Women’s Continental Team registriert.
Im Zuge der Sanktionen gegen Belarus aufgrund des Russisch-Ukrainischen Krieges wurde dem Team am 1. März 2022 durch die UCI die Lizenz als Continental Team entzogen.

## Saison 2021
Erfolge in den UCI Continental Circuits
| Datum    | Rennen                    | Kat. | Fahrer                |
| -------- | ------------------------- | ---- | --------------------- |
| 2. April | 2. Etappe Tour of Mevlana | 2.2  | Sjarhej Schautschenka |

Nationale Straßen-Radsportmeister
| Datum    | Rennen                                         | Sieger             |
| -------- | ---------------------------------------------- | ------------------ |
| 18. Juni | Belarussische Meisterschaft – Einzelzeitfahren | Stanislau Baschkou |
| 15. Juni | Belarussische Meisterschaft – Straßenrennen    | Jauhenij Karaljok  |

## Saison 2020
Erfolge in den UCI Continental Circuits
| Datum      | Rennen              | Kat. | Fahrer             |
| ---------- | ------------------- | ---- | ------------------ |
| 9. Februar | Grand Prix Manavgat | 1.2  | Branislau Samojlau |

Nationale Straßen-Radsportmeister
| Datum    | Rennen                                         | Sieger            |
| -------- | ---------------------------------------------- | ----------------- |
| 24. Juli | Belarussische Meisterschaft – Einzelzeitfahren | Jauhenij Karaljok |
| 26. Juli | Belarussische Meisterschaft – Straßenrennen    | Jauhen Sobal      |

## Saison 2019
Erfolge in der UCI Asia Tour
| Datum        | Rennen                         | Kat. | Fahrer         |
| ------------ | ------------------------------ | ---- | -------------- |
| 22. Juli     | 9. Etappe Tour of Qinghai Lake | 2.HC | Sjarhej Papok  |
| 3. September | 2. Etappe Tour of Xingtai      | 2.2  | Wassil Strokau |

Erfolge in der UCI Europe Tour
| Datum         | Rennen                             | Kat. | Fahrer             |
| ------------- | ---------------------------------- | ---- | ------------------ |
| 9. Februar    | Grand Prix Gazipaşa                | 1.2  | Branislau Samojlau |
| 9. März       | Grand Prix Velo Alanya             | 1.2  | Mikalaj Schumau    |
| 25. April     | 1. Etappe Tour of Mersin           | 2.2  | Branislau Samojlau |
| 2. Mai        | 1. Etappe Tour of Mesopotamia      | 2.2  | Branislau Samojlau |
| 2. Mai        | 1. Etappe Five Rings of Moscow     | 2.2  | Mikalaj Schumau    |
| 1.–5. Mai     | Gesamtwertung Five Rings of Moscow | 2.2  | Jauhen Sobal       |
| 2.–5. Mai     | Gesamtwertung Tour of Mesopotamia  | 2.2  | Branislau Samojlau |
| 24. Mai       | Horizon Park Race for Peace        | 1.2  | Jauhen Sobal       |
| 20. September | Grand Prix Erciyes                 | 1.2  | Mikalaj Schumau    |
| 21. September | 1. Etappe Tour of Kayseri          | 2.2  | Stanislau Baschkou |

Nationale Straßen-Radsportmeister
| Datum    | Rennen                                         | Sieger       |
| -------- | ---------------------------------------------- | ------------ |
| 14. Juni | Belarussische Meisterschaft – Einzelzeitfahren | Jauhen Sobal |
| 16. Juni | Belarussische Meisterschaft – Straßenrennen    | Jauhen Sobal |

## Saison 2018
Erfolge in der UCI Europe Tour
| Datum         | Rennen                         | Kat. | Fahrer             |
| ------------- | ------------------------------ | ---- | ------------------ |
| 24. März      | 3. Etappe Tour of Cartier      | 2.2  | Mikalaj Schumau    |
| 20. April     | 2. Etappe Tour of Mersin       | 2.2  | Branislau Samojlau |
| 21. April     | 3. Etappe Tour of Mersin       | 2.2  | Eduard Worganow    |
| 22. April     | 4. Etappe Tour of Mersin       | 2.2  | Jauhen Karaljok    |
| 19.–22. April | Gesamtwertung Tour of Mersin   | 2.2  | Eduard Worganow    |
| 4. Mai        | 2. Etappe Five Rings of Moscow | 2.2  | Stanislau Baschkou |
| 5. Mai        | 3. Etappe Five Rings of Moscow | 2.2  | Wassil Strokau     |
| 25. Mai       | 1. Etappe Tour of Estonia      | 2.1  | Jauhen Karaljok    |
| 2. Juni       | Horizon Park Race Maidan       | 1.2  | Branislau Samojlau |
| 3. Juni       | Horizon Park Race Classic      | 1.2  | Branislau Samojlau |
| 10. Juni      | 3. Etappe Serbien-Rundfahrt    | 2.2  | Branislau Samojlau |
| 19. August    | Grand Prix Minsk               | 1.2  | Mikalaj Schumau    |

Nationale Straßen-Radsportmeister
| Datum   | Rennen                                      | Sieger             |
| ------- | ------------------------------------------- | ------------------ |
| 1. Juli | Belarussische Meisterschaft – Straßenrennen | Stanislau Baschkou |

## Saison 2017
Erfolge in der UCI Africa Tour
| Datum   | Rennen                              | Kat. | Fahrer              |
| ------- | ----------------------------------- | ---- | ------------------- |
| 1. März | 3. Etappe La Tropicale Amissa Bongo | 2.1  | Stanislau Baschkou  |
| 4. März | 6. Etappe La Tropicale Amissa Bongo | 2.1  | Oleksandr Holowasch |

Erfolge in der UCI Asia Tour
| Datum    | Rennen                         | Kat. | Fahrer             |
| -------- | ------------------------------ | ---- | ------------------ |
| 18. Juli | 3. Etappe Tour of Qinghai Lake | 2.HC | Stanislau Baschkou |

Erfolge in der UCI Europe Tour
| Datum         | Rennen                       | Kat. | Fahrer             |
| ------------- | ---------------------------- | ---- | ------------------ |
| 20. April     | 1. Etappe Tour of Mersin     | 2.2  | Stanislau Baschkou |
| 21. April     | 2. Etappe Tour of Mersin     | 2.2  | Sjarhej Papok      |
| 20.–23. April | Gesamtwertung Tour of Mersin | 2.2  | Stanislau Baschkou |
| 8. Juli       | Grand Prix Minsk             | 1.2  | Jauhen Karaljok    |

Nationale Straßen-Radsportmeister
| Datum    | Rennen                                               | Sieger             |
| -------- | ---------------------------------------------------- | ------------------ |
| 22. Juni | Belarussische Meisterschaft – Einzelzeitfahren       | Stanislau Baschkou |
| 22. Juni | Belarussische Meisterschaft – Einzelzeitfahren (U23) | Jauhenij Karaljok  |

## Saison 2015 und 2016
- Minsk Cycling Club/Saison 2016
- Minsk Cycling Club/Saison 2015

## Platzierungen in UCI-Ranglisten
UCI Asia Tour
| Saison | Mannschaftswertung | Fahrerwertung             |
| ------ | ------------------ | ------------------------- |
| 2015   | 26.                | Siarhei Papok (46.)       |
| 2016   | 54.                | Stanislau Baschkou (149.) |

UCI Europe Tour
| Saison | Mannschaftswertung | Fahrerwertung             |
| ------ | ------------------ | ------------------------- |
| 2015   | 38.                | Siarhei Papok (81.)       |
| 2016   | 44.                | Siarhei Papok (205.)      |
| 2017   | 38.                | Stanislau Baschkou (209.) |
| 2018   | 28.                | Branislau Samojlau (148.) |

UCI-Weltrangliste
| Saison | Mannschaftswertung | Fahrerwertung            |
| ------ | ------------------ | ------------------------ |
| 2019   | 36.                | Jauheni Sobal (208.)     |
| 2020   | 37.                | Jauhenij Karaljok (270.) |
| 2021   | 46.                | Jauheni Sobal (320.)     |